# Seraikela
Seraikela è una suddivisione dell'India, classificata come municipality, di 12.260 abitanti, capoluogo del distretto di Seraikela Kharsawan, nello stato federato del Jharkhand. In base al numero di abitanti la città rientra nella classe IV (da 10.000 a 19.999 persone).

## Geografia fisica
La città è situata a 22° 43' 0 N e 85° 57' 0 E e ha un'altitudine di 154 m s.l.m..

## Società

### Evoluzione demografica
Al censimento del 2001 la popolazione di Seraikela assommava a 12.260 persone, delle quali 6.501 maschi e 5.759 femmine. I bambini di età inferiore o uguale ai sei anni assommavano a 1.434, dei quali 748 maschi e 686 femmine. Infine, coloro che erano in grado di saper almeno leggere e scrivere erano 8.595, dei quali 5.093 maschi e 3.502 femmine.